# Bazian
Bazian (gaskognisch Basian) ist eine französische Gemeinde mit 103 Einwohnern (Stand 1. Januar 2022) im Département Gers in der Region Okzitanien. Sie gehört zum Arrondissement Auch und zum Kanton Fezensac. Bazian ist zudem Mitglied des 2003 gegründeten Gemeindeverbands Artagnan de Fezensac. Die Einwohner werden Bazianais(es) genannt.

## Lage
Bazian liegt an der Osse, rund 21 Kilometer westnordwestlich der Stadt Auch im Zentrum des Départements Gers. Die Stadt Tarbes ist rund 52 Kilometer in südsüdwestlicher Richtung entfernt. Zur Gemeinde gehören das Dorf Bazian, der Weiler Antin und zahlreiche Kleinsiedlungen und Einzelgehöfte.

## Geschichte
Die Gegend ist bereits seit gallo-römischer Zeit besiedelt. Rund 300 Meter vom heutigen Dorf wurden Überreste einer Villa aus dieser Zeit gefunden. Später entstand eine Siedlung südlich des heutigen Orts, von der keine Spuren mehr vorhanden sind. Im Mittelalter wurde zuerst das Schloss gebaut. Der Ort entstand danach rund um das Schloss. Die Gemeinde gehörte von 1793 bis 1801 zum Distrikt Auch. Seit 1801 ist sie Teil des Arrondissements Auch. Von 1793 bis 2015 gehörte die Gemeinde zum Wahlkreis (Kanton) Vic-Fezensac (zeitweise Vic-sur-Losse genannt). Die bis dahin selbständige Gemeinde Saint-Yors wurde im Jahr 1839 eingegliedert.

## Bevölkerung
| Jahr                       | 1962 | 1968 | 1975 | 1982 | 1990 | 1999 | 2006 | 2020 |
| Einwohner                  | 176  | 171  | 133  | 129  | 114  | 102  | 109  | 109  |
| Quellen: Cassini und INSEE |      |      |      |      |      |      |      |      |

## Sehenswürdigkeiten
- Schloss Bazian (16./17. Jahrhundert), seit 2008 Monument historique[1]
- Kirche Saint-André aus dem Mittelalter (mit Erweiterungen aus dem 19. und 20. Jahrhundert)
- Torturmruine aus dem Mittelalter in Saint-Yors, seit 1973 Monument historique[2]
- Festungsturm aus dem 15. Jahrhundert in Bazian, seit 1974 Monument historique[3]
- Überreste der ehemaligen Siedlung Saint-Yors
- Wegkreuz von La Cure
- Kreuz auf der Place Mission am Friedhof
- Denkmal für die Gefallenen[4]

Quelle:

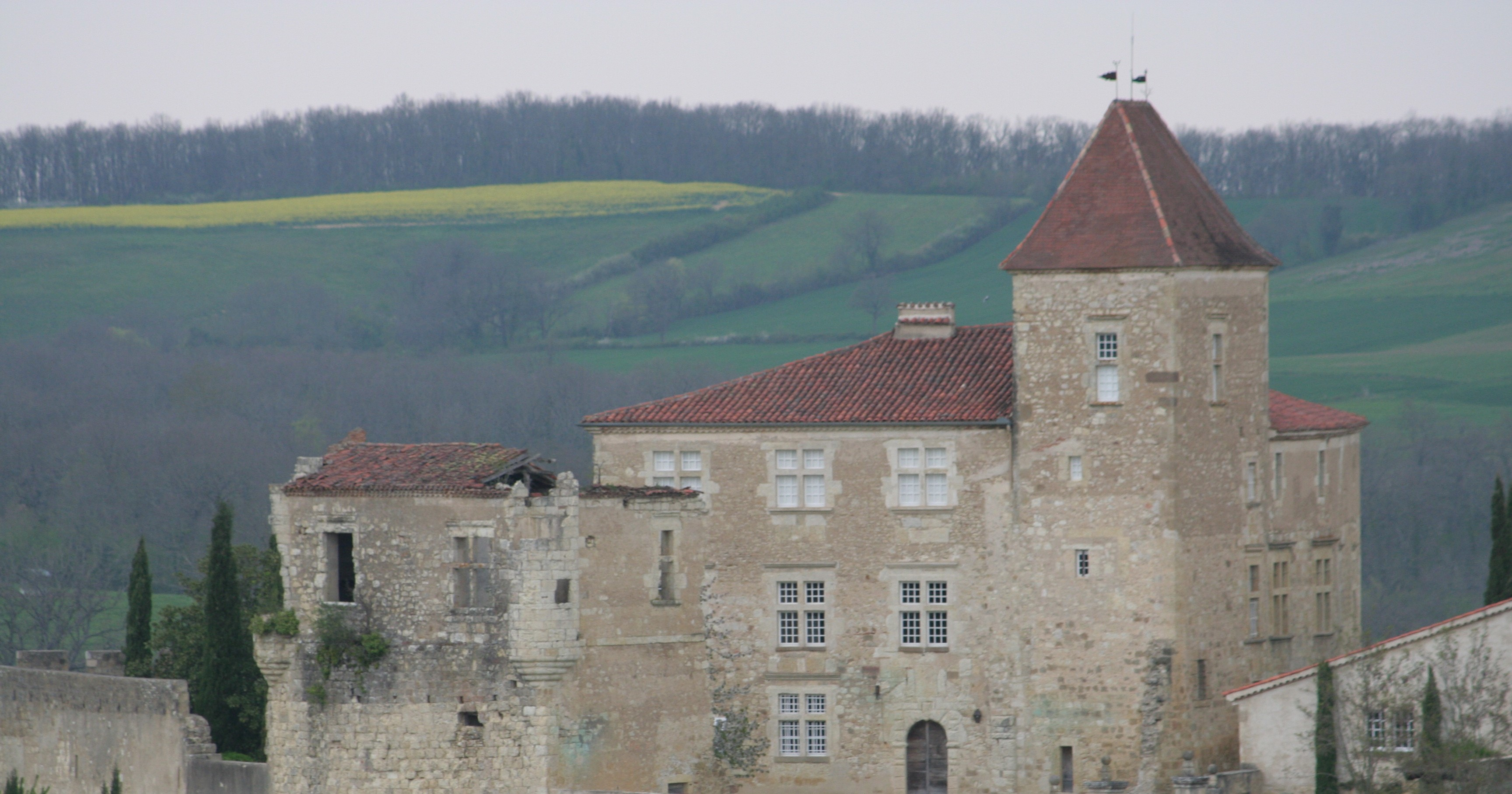
Schloss Bazian
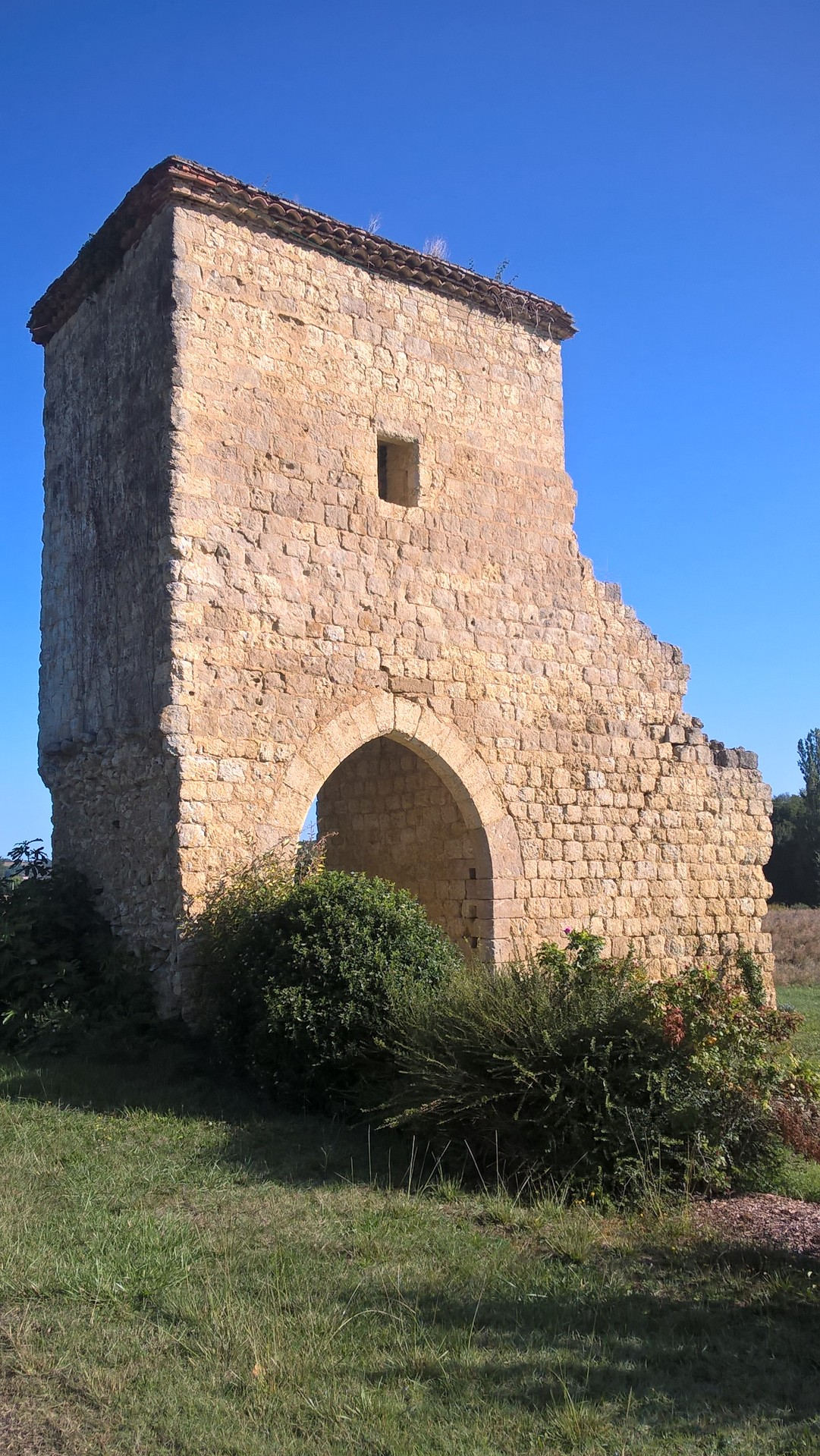
Ruine des Torturms in Saint-Yors